# Englishman in New York
"Englishman in New York" é uma canção do cantor e compositor inglês Sting, lançada em seu segundo álbum de estúdio ...Nothing Like the Sun, de 1987. Branford Marsalis toca saxofone soprano na faixa, enquanto a percussão fica por conta de Manu Katché e Mino Cinelu. 
A canção foi lançada como terceiro single do álbum em fevereiro de 1988, alcançando somente a 51ª colocação na UK Singles Chart. Nos Estados Unidos, a canção atingiu a 84ª posição na Billboard Hot 100 em abril de 1988 e a 32ª posição na Mainstream Rock Tracks. Contudo, o single foi mais bem-sucedido na Europa continental, tornando-se um verdadeiro sucesso comercial em países como França, Espanha e Bélgica. "Englishman in New York" emplacou também entre as primeiras posições nas tabelas musicais da Irlanda da África do Sul, onde ficou em 9ª posição.
Em 1990, pouco antes do lançamento de The Soul Cages, a gravadora de Sting permitiu que o produtor holandês Ben Liebrand lançasse uma versão remixada da canção. O remix foca na introdução e algumas partes da instrumentação, mas a essência da canção foi mantida. A nova versão também obteve um sucesso comercial considerável, alcançado o 15º lugar nas paradas musicais britânicas em meados da década de 1990.
Em 2010, Sting regravou a canção com arranjos orquestrais para o álbum Symphonicities.

## Contexto
O "Inglês" citado no refrão da música é o excêntrico Quentin Crisp. Sting compôs a canção pouco tempo após a mudança de Crisp de Londres para um pequeno apartamento em Bowery, Manhattan. Crisp havia declarado ao músico "que buscava receber seus documentos de naturalização para que pudesse cometer um crime e não ser deportado."

## Videoclipe
O vídeo musical para a canção foi filmado em preto-e-branco sob a direção de David Fincher e contém cenas de Sting e membros de sua banda caminhando pelas ruas de Nova Iorque, como a letra elucida. No fim do vídeo, após o término da canção, um velho homem diz: "If I have an ambition other than a desire to be a chronic invalid, it would be to meet everybody in the world before I die... and I'm not doing badly." ("Se eu tenho uma ambição que não um desejo de ser um inválido crônico, seria conhecer todos no mundo antes de morrer... e não estou indo mal."

## Lista de faixas
- Single 12" (AMY 431)

1. "Englishman in New York" — 4:25
2. "Ghost in the Strand" — 2:33
3. "Bring on the Night"/"When the World is Running Down (Live)" — 11:42

- Single 7" (AM 1200)

1. "Englishman in New York" — 4:25
2. "If You There" — 4:08

- CD Maxi Single (75021 2370 2)

1. "Englishman in New York" — 4:03
2. "Someone to Watch Over Me" — 4:35
3. "Up From the Skies" — 10:07

## Outras versões
- Em 1993, a canção foi parcialmente refeita por Shinehead e rebatizada "Jamaican in New York", alcançando a 30ª posição na UK Singles Chart.
- Em 1998, a banda latina King Changó lançou uma versão intitulada "Venezuelan In New York" para seu álbum Outlandos D'Americas - Tributo A Police.
- Em 2007, a banda inglesa Razorlight gravou a canção para a compilação Radio 1: Established 1967, da BBC.
- Em 2014, Shirley Bassey lançou uma versão da canção em seu álbum Hello Like Before.